# Udatschny
Udatschny (russisch Удачный, jakutisch Удачнай/Udatschnaj) ist eine Stadt in der Republik Sacha (Jakutien) (Russland) mit 12.613 Einwohnern (Stand 14. Oktober 2010).

## Geographie

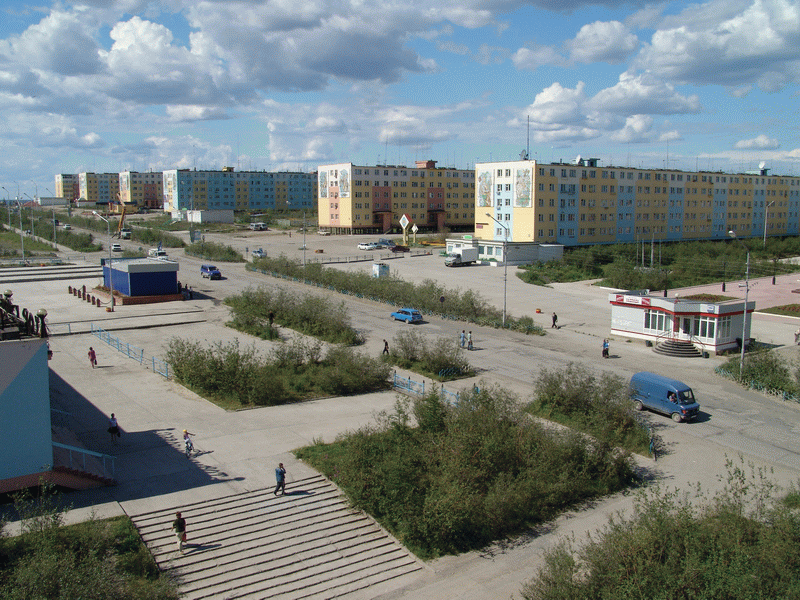
Wohngebiet in Udatschny

Die Stadt liegt auf dem Wiljuiplateau, etwa 1300 km nordwestlich der Republikshauptstadt Jakutsk, am Fluss Daldyn und seinem Nebenfluss Sytykan. Der Daldyn ist ein linker Nebenfluss der in den Wiljui mündenden Marcha. Das Klima ist kontinental.
Die Stadt Udatschny ist administrativ dem Rajon Mirny unterstellt. Sie besteht aus drei, in mehreren Kilometern Entfernung voneinander liegenden Ortsteilen Nadjoschny, Nowy Gorod und Poljarny.
Der Flughafen Poljarny liegt einige Kilometer westlich von Udatschny. Außerdem ist die Stadt über eine befestigte Straße mit Aichal, dem 500 Kilometer südlich gelegenen Rajonverwaltungszentrum Mirny sowie Lensk an der Lena verbunden.

## Geschichte

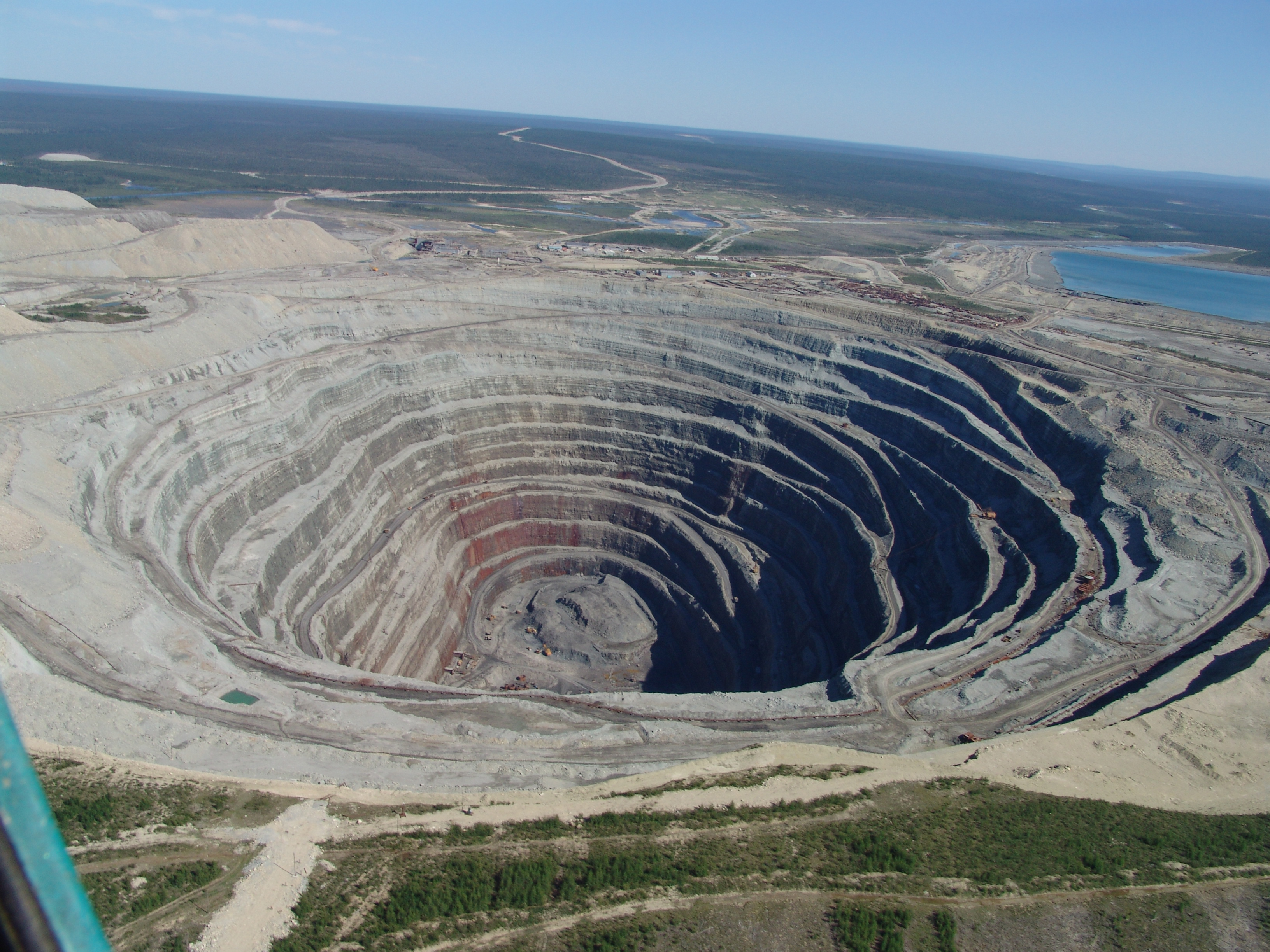
Diamantenmine Udatschnaja

1955 wurde der Kimberlitschlot Udatschnaja (66,4 N, 112,3 O) entdeckt, jedoch wegen der gegenüber den Diamantenvorkommen bei Mirny weitaus nördlicheren Lage zunächst nicht ausgebeutet. 1968 entstand dann aber die nach dem Schlot benannte Siedlung (udatschny und udatschnaja sind russische Adjektivformen von udatscha für Glück, Erfolg). 1987 erhielt der Ort Stadtrecht.
Am 2. Oktober 1974 wurde 7 Kilometer nordwestlich des Ortes, 4 km von der Diamantenmine entfernt, unter dem Decknamen Kristall in geringer Tiefe (98 m) eine unterirdische Kernexplosion von 1,7 Kilotonnen durchgeführt 66° 27′ 26,2″ N, 112° 23′ 56,1″ O. Mit ursprünglich acht geplanten Sprengungen sollte ein Staubecken für die Abwässer der Fabrik zur Anreicherung des diamantenführenden Gesteins errichtet werden. Wegen Problemen mit entgegen den Planungen ausgetretenen radioaktiven Produkten beließ man es jedoch bei der einen Sprengung – einer der wenigen je mit zivilen Zielen durchgeführten. Erst 18 Jahre später wurde die Bohrung, in der die Sprengung stattfand, mit einem nach Schätzungen sieben bis zwanzig Meter dicken Gesteins-„Sarkophag“ versiegelt.

### Bevölkerungsentwicklung
| Jahr | Einwohner |
| ---- | --------- |
| 1970 | 2.036     |
| 1979 | 11.604    |
| 1989 | 19.603    |
| 2002 | 15.698    |
| 2010 | 12.613    |

Anmerkung: Volkszählungsdaten

## Wirtschaft
Udatschny ist nach Mirny zweitwichtigstes Zentrum der Diamantenförderung durch den russischen Staatskonzern Alrosa.